# 31948 Marciarieke
31948 Marciarieke è un asteroide della fascia principale. Scoperto nel 2000, presenta un'orbita caratterizzata da un semiasse maggiore pari a 2,2916309 UA e da un'eccentricità di 0,109716, inclinata di 2,244792° rispetto all'eclittica.